# Gerard de Lairesse
Gerard (de) Lairesse (ook Gérard de Lairesse) (Luik, gedoopt 11 september 1640 – Amsterdam, begraven 21 juli 1711) was een classicistisch kunstschilder en graficus uit de Gouden Eeuw. Hij schilderde voornamelijk historische, allegorische en mythologische scènes, vaak gebaseerd op Ovidius of andere letterkundige werken. In Frankrijk noemde men hem dan ook de "Nederlandse Poussin".
De Lairesse is vooral bekend door zijn plafond- en schoorsteenstukken, en de geleerde boeken Grondlegginge der teekenkonst (1701) en Het groot schilderboeck (1707), die van grote invloed waren op de 18e-eeuwse (behang)schilders, zoals Jacob de Wit. Bekende werken van De Lairesse zijn Allegorie van de vijf zintuigen (1668), De zelfmoord van Dido (1668), Diana en Endymion (circa 1680).
Werk van De Lairesse hangt in het Rijksmuseum en het Amsterdams Historisch Museum; het Louvre in Parijs; de National Gallery of Art in Washington D.C.; de National Portrait Gallery en Tate Gallery in Londen; het Neues Schloss in Bayreuth en vele andere musea. In de winter van 2016/2017 was er een overzichtstentoonstelling van Gerard de Lairesse's werk in het Rijksmuseum Twenthe in Enschede. Er werd ook een internationaal congres over De Lairesse gehouden.

## Biografie
De Lairesse werd geboren in Luik. Zijn eerste opleiding kreeg hij, evenals zijn broers, bij zijn vader, de schilder Reinier de Lairesse. Vanaf 1655 volgde hij lessen bij de Luikse schilder Bertholet Flémal, wiens classicistische stijl grote invloed had op de jonge De Lairesse. Toen zijn oudste broer van een studiereis terugkeerde uit Italië, bracht deze het boek van Cesare Ripa mee. Gerard oefende elke dag en had met zijn tekeningen al succes op school. Zijn eerste opdrachten kreeg hij in Keulen van keurvorst Maximiliaan Hendrik van Beieren, die tevens prins-bisschop van Luik was. In 1664 vluchtte hij naar Maastricht, na een vechtpartij waarbij hij gewond raakte aan zijn neus. In Navagne bij Maastricht trouwde hij met zijn nicht Maria Salme en ging daarna naar Utrecht.

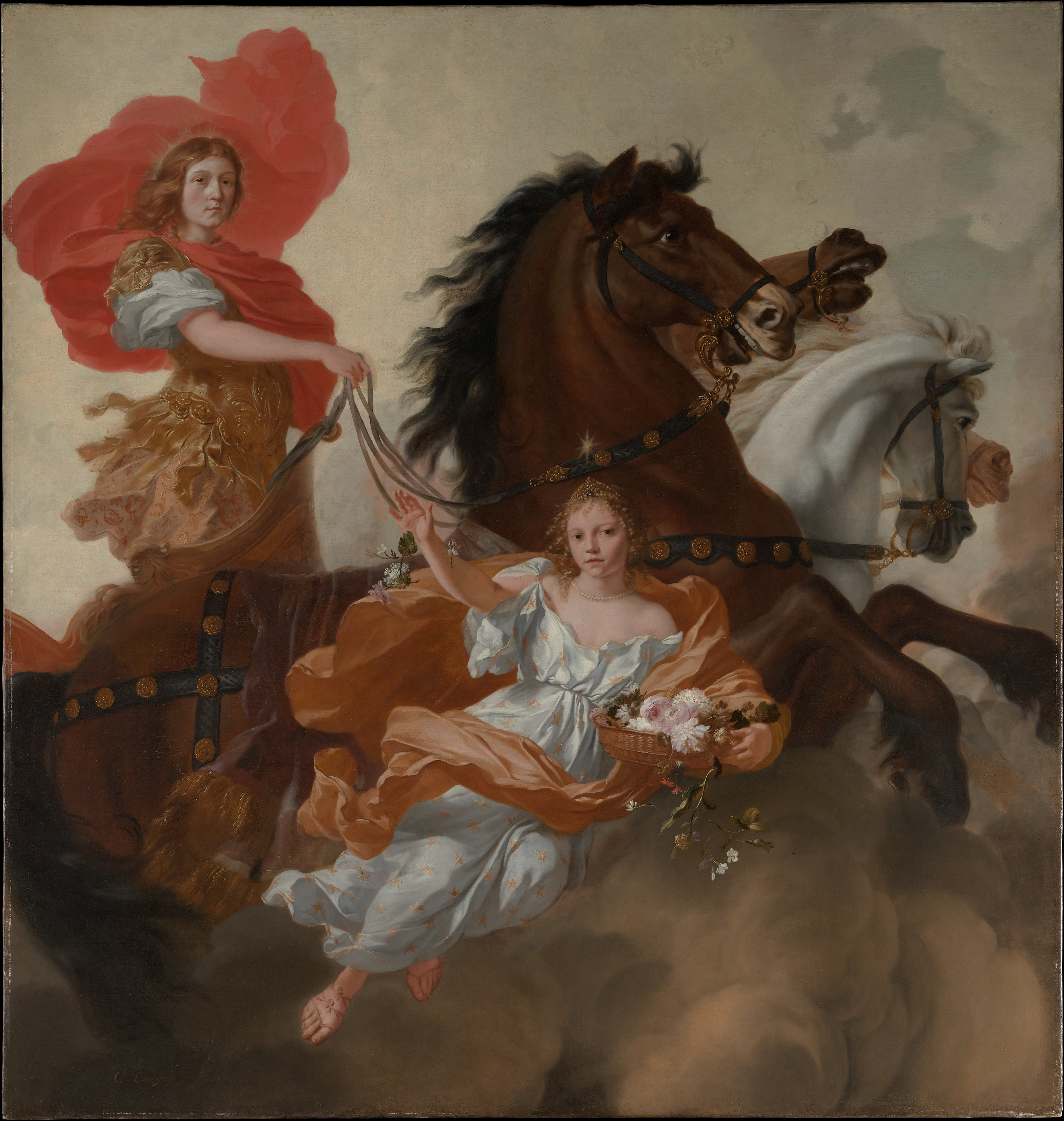
Plafondschildering afkomstig uit Herengracht 539, nu in het Metropolitan Museum of Art, New York.

Nadat zijn schilderstalent was ontdekt door Gerrit van Uylenburgh, verhuisde hij in 1665 naar Amsterdam als gevolg van een sentimenteel drama. Bij zijn eerste bezoek aan het atelier van de kunsthandelaar op de Lauriergracht, was iedereen zichtbaar onder de indruk van zijn uiterlijk. De Lairesse sprak nauwelijks Nederlands, haalde een viool tevoorschijn en begon te spelen. Uylenburgh betaalde slecht en na twee maanden begon De Lairesse voor zichzelf. Hij schilderde in deze periode voornamelijk decorstukken voor het theater en maakte illustraties voor het toneelwerk van Andries Pels en voor de kunstverzamelaar Gerrit Reynst. De Lairesse werd gastheer van Nil Volentibus Arduum in zijn huis op de Nieuwmarkt. In 1672 kwam De Lairesse op straat in de problemen vanwege zijn Franstaligheid (Rampjaar!) en werd korte tijd opgesloten onder het stadhuis. Aan het eind van zijn leven woonde de schilder aan de Prinsengracht, tussen de Spiegelgracht en de Weteringstraat.
De Lairesse werd een van de populairste schilders in Nederland in de tweede helft van de 17e eeuw. Veel notabelen stelden prijs op zijn gezelschap en plaatsten opdrachten. Hij hield zich bezig met het schilderen van interieurs in Amsterdamse koopmanshuizen. Tussen 1675 en 1683 decoreerde hij het huis Messina van de textielmagnaat Philips de Flines aan de Herengracht 164 met vijf allegorieën op de kunst, geschilderd in grisaille. In 1687 maakte hij met de landschapsschilder Johannes Glauber vier schilderingen voor het huis van Jacob de Flines (Herengracht 132), nu in het bezit van het Rijksmuseum. Ook de plafonddecoraties van Herengracht 446, bewoond door Andries de Graeff, en Herengracht 539, nu in het Metropolitan Museum of Art en Herengracht 458, een Allegorie op de Vrede van Munster, nu in het Vredespaleis, zijn van zijn hand. Hij leverde plafondstukken voor een zaal in het Binnenhof, die hij in 1688 beschilderde en naar hem is vernoemd, het Paleis van Justitie, Paleis Soestdijk en Paleis 't Loo en maakte enkele portretten o.a. van stadhouder Willem III.
De veelzijdige kunstenaar tekende elke week naar model en illustreerde een belangrijk anatomisch werk van Govert Bidloo, Anatomia Humani Corporis (Ontleding des menschelyken lichaams) (1685). Hij beschilderde de buitendeur van het Theatrum Anatomicum in de Waag met een skelet en het plafond van het Leprozenhuis en de luiken van het orgel in de Westerkerk. De Lairesse was klein van stuk en legde een uitgesproken voorkeur voor gedrongen figuren aan de dag. Hij ried het gebruik van een (bolle) spiegel of waspoppetjes, die in alle standen konden worden opgeprikt, aan om een aanvaardbare voorstelling te creëren.

## Het Groot Schilderboek
De Lairesse leed aan congenitale syfilis waardoor hij op vijftigjarige leeftijd zijn gezichtsvermogen begon te verliezen. Zijn misvormde neus met ingezakte neusrug (zadelneus) door syfilis, is duidelijk zichtbaar op het nietsverhullende portret dat Rembrandt in 1665 van hem schilderde. Nadat hij rond 1690 blind was geworden begon De Lairesse met het geven van colleges aan huis in de Spinhuissteeg. Hij verzamelde een aantal geïnteresseerden en leerlingen om zich heen, die hij tegen betaling een of twee keer per week zijn ideeën onderwees. De dictaten zijn verzameld door een van zijn drie zonen, en vergezeld van gravures. Ze zijn na veel vertraging uiteindelijk uitgegeven in twee delen onder de titel:Het groot schilderboek (Amsterdam 1707, 2e druk in 1712, 1714, 1716, 1740, 1836). Het boek werd vertaald in het Duits in 1728-1729, 1776, en 1784-1819. Een Engelse vertaling verscheen in 1738, 1778 en 1817; een Franse in 1787. Omdat het gebruikt werd op alle toonaangevende kunstacademies, en uitgereikt werd als beloning aan eerste prijswinnaars, oefende het boek grote invloed uit op de kunst in de 18e eeuw. Volgens De Lairesse diende de schilderkunst zich te richten op: "... het verbeelden van deftige en stichtlijke zaaken, als fraaije Geschiedenissen en Zinnebeelden, Geestelijk en Moraal, de welke op een deugdzaame en betaamelijke wyze, ieder een tot vermaak en nuttigheid strekkende, moet worden uitgedrukt.
Het Groot Schilderboek bestaat uit dertien boeken: de eerste vijf boeken behandelen achtereenvolgens de techniek, de compositie, de leer van antiek en modern, de kleurenleer en de regels van licht en schaduw. Vervolgens gaat de schrijver over tot de verschillende genres, beginnende met de landschappen. Het zevende boek behandelt de portretten. Het achtste bespreekt de Griekse en Romeinse architectuur in verband met de schilderkunst, terwijl de verdere boeken gewijd zijn aan de plafondschildering, de beeldhouwkunst, het stilleven en het bloemstilleven. Het dertiende en laatste hoofdstuk handelt over de graveerkunst.

## Varia
- Joan Pluimer publiceerde een gedicht: Groot Schilderboek.[9]
- De Lairesse adviseerde landschapjes op te hangen op ooghoogte, en keukenstukken in de keuken. Schilderijen kunnen het best beoordeeld worden op eenzelfde afstand als de grootte.[10]
- Hij werd geschetst in een historische novelle van J.A. Alberdingk Thijm, verschenen in 1879.
- In de Amsterdamse wijk Oud-Zuid is een straat naar hem vernoemd, de De Lairessestraat. Ook in de Eindhovense wijk Tongelre is een straat naar hem vernoemd.
- Een van de Grafelijke zalen op het Binnenhof in Den Haag is naar hem vernoemd. Het gaat om de civiele raadkamer van het Hof van Holland, heden bekend als de Lairessezaal, waarvoor hij in 1688-1689 een cyclus van zeven schilderingen leverde. Deze doeken, met thema's ontleend aan de geschiedenis van de Romeinse Republiek, vertonen een interessante juridische iconografie.[11]
- Het herenhuis Keizersgracht 31 hs-a te Amsterdam bevat plafondschilderingen die worden toegeschreven aan Lairesse.

## Lijst van werken
| Datering | Titel                                                         | Type       | Verblijfplaats                              | Afbeelding |
| -------- | ------------------------------------------------------------- | ---------- | ------------------------------------------- | ---------- |
| Ca. 1662 | Orpheus en Eurydice                                           | Schilderij | Museum voor Schone Kunsten, Luik            |            |
| 1668     | De vijf zintuigen                                             | Schilderij | Kelvingrove Art Gallery and Museum, Glasgow |            |
| 1670     | Vijf vrouwelijke studiekoppen                                 | Prent      | Rijksmuseum Amsterdam, Amsterdam            |            |
| 1671     | Apollo Helios en Aurora Eos                                   | Schilderij | Metropolitan Museum of Art, New York        |            |
| 1674     | De verdrijving van Heliodorus uit de tempel                   | Schilderij | Privéverzameling                            |            |
| Ca. 1680 | Selene en Endymion                                            | Schilderij | Rijksmuseum Amsterdam, Amsterdam            |            |
| 1686     | De Koningin van Scheba bezoekt Koning Salamo                  | orgelluik  | Westerkerk in Amsterdam                     |            |
| 1686     | De dansende en spelende koning David voor de Ark des verbonds | orgelluik  | Westerkerk in Amsterdam                     |            |

- Bibsys: 1470399605848
- Biblioteca Nacional de España: XX1036105
- Bibliothèque nationale de France: cb121956726 (data)
- Biografisch Portaal: 71239576
- CiNii: DA04835910
- Digitale Bibliotheek voor de Nederlandse Letteren: lair001
- Stuttgart Database of Scientific Illustrators 1450–1950: 1154
- Gemeinsame Normdatei: 119052636
- International Standard Name Identifier: 0000 0001 0866 8097
- KulturNav: 2eb19d23-c054-40cc-8f3c-6b644a21feaf
- Library of Congress Control Number: n83136134
- Bibliotheek van het Japanse parlement: 00620969
- Nationale Bibliotheek van Tsjechië: ola2008434569
- Nationale Bibliotheek van Israël: 987007275141405171
- Nederlandse Thesaurus van Auteursnamen: 069677743
- Réseau des bibliothèques de Suisse occidentale: 02-A000102074
- RKD-Nederlands Instituut voor Kunstgeschiedenis: 47470
- Istituto Centrale per il Catalogo Unico: VEAV024628
- Système universitaire de documentation: 03056719X
- Union List of Artist Names: 500024037
- Virtual International Authority File: 7436560
- WorldCat: E39PBJxmC8XvpPtRCBFG8YR7pP